# جورجينا بلاك
جورجينا بلاك (بالإنجليزية: Georgina Black)‏ هي رباعة بريطانية، ولدت في 20 ديسمبر 1989.

## روابط خارجية
- جورجينا بلاك على موقع اتحاد ألعاب الكومنولث (مؤرشف) (الإنجليزية)